# 糖廍
糖廍，又稱為蔗廍，是製糖的場所，也是臺灣早期的製糖工廠，由壓榨甘蔗的棚屋和煮糖的熬糖屋所構成。其所產的糖為赤糖，即黑糖，這些糖有部分會再經由「糖間」加工成白糖。
日本時代新式糖廠出現後，舊式糖廍與改良糖廍皆逐漸沒落、消失。2018年在臺南市善化區溪美里出土150-160年前糖廍，是目前唯一尚存的完整遺址。

## 源流

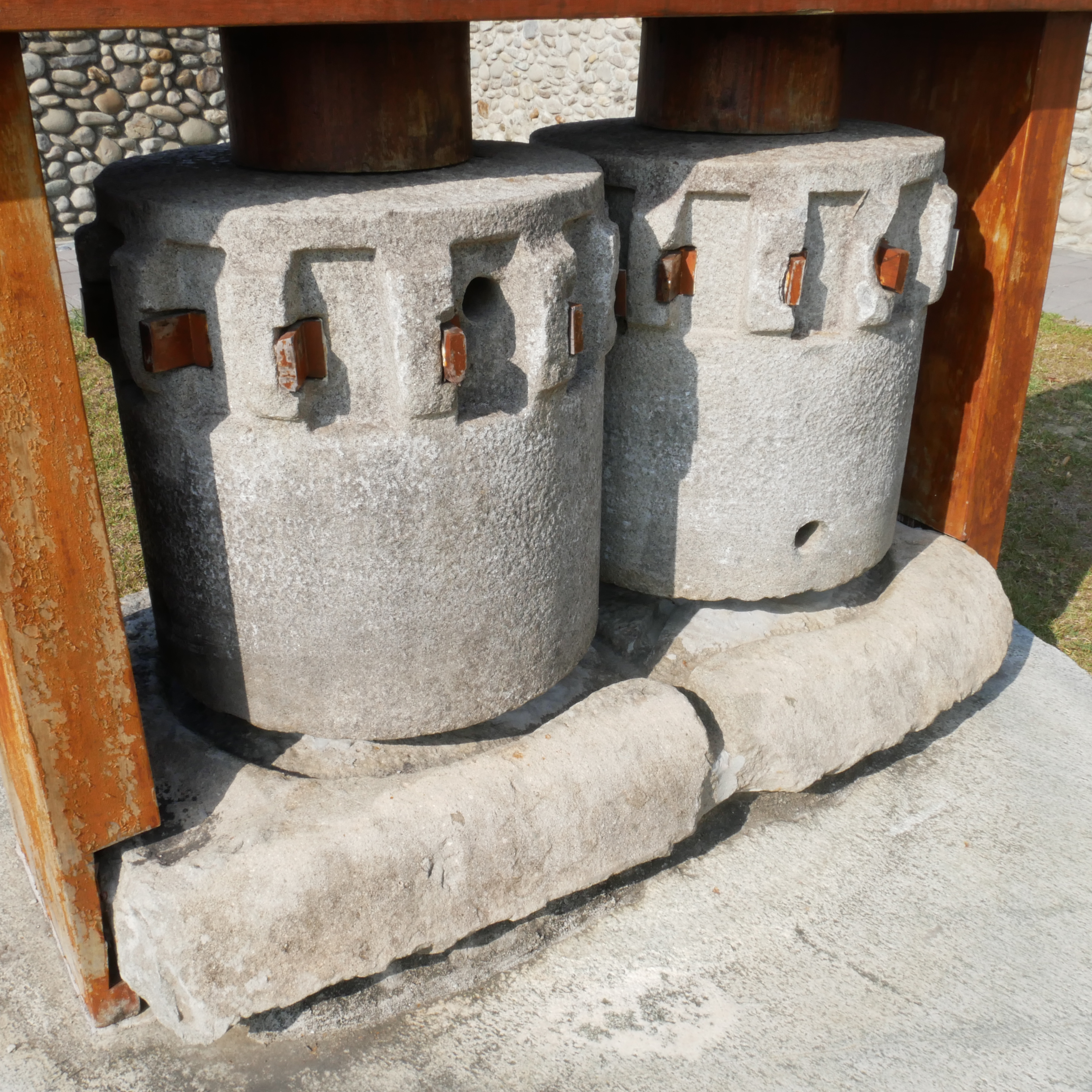
糖廍內用以壓榨甘蔗的蔗車

臺灣舊式糖廍始于何時，史料上很難查考，惟在鄭成功在台經營期間糖廍已有輸餉課稅之舉，可知當時已有糖廍之存在。

## 形式
- 牛掛廍：由14到40人不等的蔗農組成的糖廍，由各戶提供拉石車用牛並以此為基準負擔購置機械及各種設備的費用[2]。
- 牛犇廍：與牛掛廍的組織類似，唯人數較少，大約在5到10人，因壓榨的原料不足，有時會向其他蔗農收購原料，或接受他人委託製糖[2]。
- 公家廍：以合股方式經營的糖廍，成員依股份比例投入資金經營，其原料以自行購入或接受委託的方式取得[2]。
- 頭家廍：由地主或商人獨資成立的糖廍，其原料以自行購入或接受委託的方式取得[2]。

## 衍伸地名
糖廍（蔗廍）演變成地名，遍布臺灣中南部各地，成為歷史見證。包括：
- 糖廍：臺北市萬華區糖廍里
- 蔗廍：臺中市大肚區
- 賴厝廍：臺中市北區
- 廍子：臺中市北屯區、臺中市外埔區、彰化縣埔鹽鄉
- 新廍：新北市永和區、南投縣南投市、嘉義縣太保市
- 廍下：南投縣名間鄉
- 保長廍：雲林縣斗六市
- 大廍：雲林縣褒忠鄉(中民村)[4]
- 舊廍：雲林縣虎尾鎮、臺南市新營區
- 司公廍：嘉義縣中埔鄉 （页面存档备份，存于）
- 後廍：臺南市後壁區
- 南廍：臺南市官田區
- 寮子廍：臺南市麻豆區
- 糖廍角：臺南市善化區
- 雙張廍：臺南市西港區
- 頂廍：彰化縣芳苑鄉、臺南市佳里區
- 中廍：高雄市小港區
- 下廍：彰化縣彰化市、屏東縣東港鎮
- 興化廍：嘉義縣中埔鄉(富收村) （页面存档备份，存于）、屏東縣萬丹鄉
- 廍後：宜蘭縣壯圍鄉、高雄市左營區

## 附註

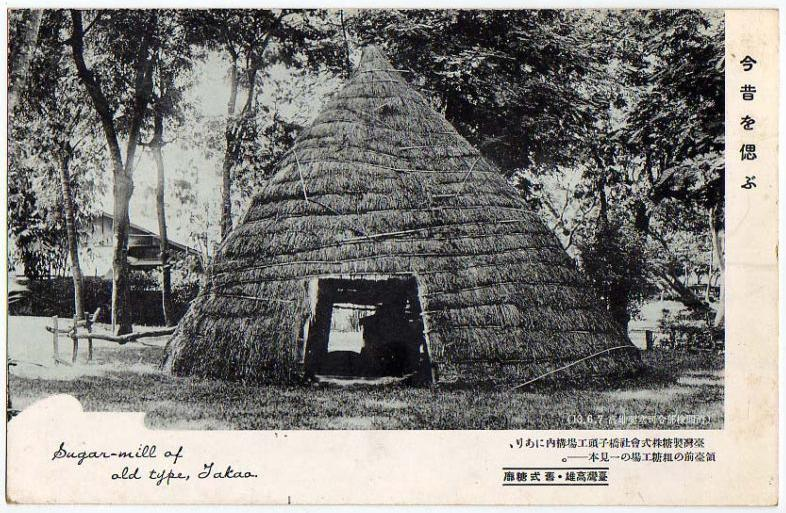
糖廍

1. ↑  「廍」（臺灣閩南語：phōo）指台灣早期的製糖所，非中文古有用字，而是閩粵移民來到台灣後發展出的語詞。[a]由於大五碼中未收錄「廍」字，因此常誤作「部」與「廓」。

## 外部連結
- 台灣糖業公司 （页面存档备份，存于）